# Paul M. Simon

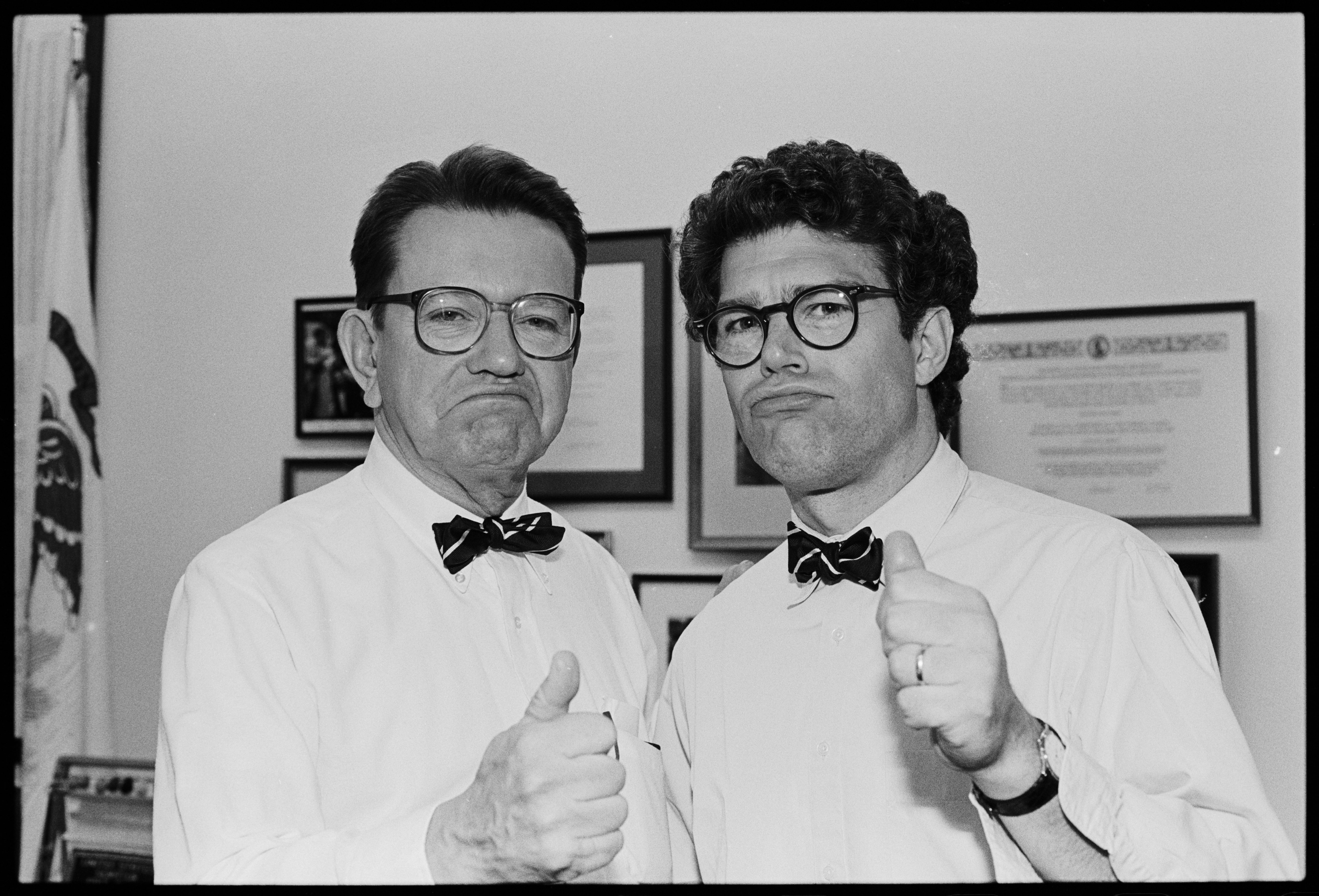
Paul Simon (links) mit dem Komiker und späteren Senator Al Franken (1991)

Paul Martin Simon (* 29. November 1928 in Eugene, Oregon; † 9. Dezember 2003 in Springfield, Illinois) war ein US-amerikanischer Politiker aus dem US-Bundesstaat Illinois. Er war Vizegouverneur des Bundesstaats von 1969 bis 1973, Mitglied des US-Repräsentantenhauses von 1974 bis 1985 und des US-Senats von 1985 bis 1997 und Mitglied der Demokratischen Partei. 1988 kandidierte er für die demokratische Nominierung als US-Präsidentschaftskandidat, verlor aber gegen Michael Dukakis. Bekannt wurde er für seine typischen Kleidungsstücke: Fliege und eine auffallende Hornbrille.
Im US-Senat setzte sich Simon schon früh dafür ein, dass die USA beim Völkermord in Ruanda eingreifen. Als er kein Amt mehr innehatte, gründete er das Paul Simon Public Policy Institute an der Southern Illinois University in Carbondale, wo er die Fächer Politik, Geschichte und Journalismus lehrte. In den 1970er Jahren war er kurzzeitig Dozent der John F. Kennedy School of Government an der Harvard University.

## Junge Jahre
Simon wurde als Sohn eines lutherischen Pfarrers geboren. Seine Eltern, die als Missionare in China unterwegs waren, wurden kurz vor seiner Geburt wegen einer Kontroverse über den chinesischen Begriff für Gott gezwungen, China zu verlassen. Simon studierte an der University of Oregon und dem Dana College in Blair (Nebraska), machte aber keinen Abschluss. Danach arbeitete er als Redakteur und später Herausgeber der Lokalzeitung Troy Tribune in Troy, einem Ort im Madison County in Illinois. Aus dieser Zeitung baute er später eine Kette von 14 Wochenzeitungen auf. Seine vehementen Kampagnen gegen Glücksspiel, Prostitution und Korruption zwangen den damals frisch gewählten Gouverneur Adlai Stevenson dazu, Stellung zu diesen Themen zu beziehen, und brachten ihm in dieser Zeit das erste Mal nationale Aufmerksamkeit, weshalb er 1950 als Zeuge vor einem Senatsausschuss in Washington zum Thema organisiertes Verbrechen geladen wurde.
Von 1951 bis 1953 diente er als Nachrichtenoffizier während des Koreakriegs in der US Army. 1955 wurde er ins Repräsentantenhaus von Illinois gewählt, 1963 trat er zu den Wahlen für den Senat des Staates an und war ebenfalls erfolgreich. In dieser Zeit veröffentlichte er sein in der politischen Landschaft positives Aufsehen erregendes Buch über die frühen Jahre von Abraham Lincoln im Parlament von Illinois. Obwohl Lincoln zu dieser Zeit bereits 100 Jahre tot und von überragender Prominenz war, war Lincoln's Preparation for Greatness: The Illinois Legislative Years das erste Buch, das sich intensiv auf Quellen gestützt mit dieser Phase in Lincolns Leben befasste.
1968 kandidierte er für den Posten des Vizegouverneurs im Staat und wurde ebenfalls gewählt. Zusammen mit dem republikanischen Gouverneur Richard B. Ogilvie führte er die erste Einkommensteuer des Staates ein und war daran beteiligt, eine neue Verfassung zu entwerfen. Die damals verabschiedete vierte Verfassung von Illinois ist die bis heute (2006) gültige. Bei den Wahlen zur Gouverneursposten 1972 scheiterte er bereits in der demokratischen Vorwahl am späteren Wahlgewinner Dan Walker.
Kurzzeitig ohne politisches Amt lehrte er 1973 an der John F. Kennedy School of Government der Harvard University. Bereits 1974 wurde er ins US-Repräsentantenhaus gewählt und konnte diesen Erfolg bei den darauffolgenden vier Wahlen wiederholen.

## Politik
1984 trat er für den US-Senat an, gewann und konnte dies ebenfalls bei der nächsten Wahl 1990 wiederholen. Als Senator setzte er sich früh dafür ein, dass die USA beim Völkermord in Ruanda eingreifen. Er war damit lange nicht erfolgreich, später aber lobte ihn Roméo Dallaire, Kommandant der Unterstützungsmission der Vereinten Nationen für Ruanda (UNAMIR), dafür, dass er zusammen mit Jim Jeffords ausschlaggebend dafür gewesen wäre, dass diese Mission zustande kam.
Auch während er verschiedene Ämter einnahm, veröffentlichte er weiter Bücher. Unter anderem über Ehepartner aus verschiedenen Konfessionen (er war Lutheraner, seine Frau römisch-katholisch), globale Wasserknappheit, politische Gefechte um die Besetzung des US Supreme Courts, den ermordeten Abolitionisten Elijah Parish Lovejoy und seine Autobiographie.

## Späte Jahre
Nach seinem Rückzug aus der aktiven Politik gründete er das Paul Simon Public Policy Institute, das er als linksliberale Denkfabrik etablieren wollte. Er lud dazu verschiedene Sprecher ein und publizierte zahlreiche Stellungnahmen zu politischen Themen. Er attackierte die Todesstrafe, setzte sich für ein Ende der Sanktionen gegen Kuba ein und unterstützte Initiativen, das Electoral College der US-Verfassung abzuschaffen. Er war Wahlbeobachter in Kroatien und Liberia. Er unterstützte erfolglos Howard Dean als US-Präsidentschaftskandidat; seine Unterstützung für Barack Obama bei den Wahlen zum US-Senat in Illinois war hingegen ein wichtiger Beitrag, um diesem den Sieg in den Vorwahlen zu sichern.
Simon hatte anlässlich seiner Präsidentschaftskandidatur einen Auftritt zusammen mit dem Sänger Paul Simon bei Saturday Night Live. Im Film Dave (1993) spielte er in einer kleinen Rolle sich selber. 2005 wurde in Troy, Illinois, das Paul Simon Historical Museum eröffnet, das zahlreiche Ausstellungsstücke aus seinem Leben zeigt.